# Herman Älander
Gustaf Herman Älander, född 16 februari 1888 i Stigsjö församling, Västernorrlands län, död 8 januari 1952 i Hässjö församling, Västernorrlands län, var en svensk riksspelman och folkmusiker. Han deltog vid Riksspelmansstämman på Skansen 1910.